# Honda S-MX

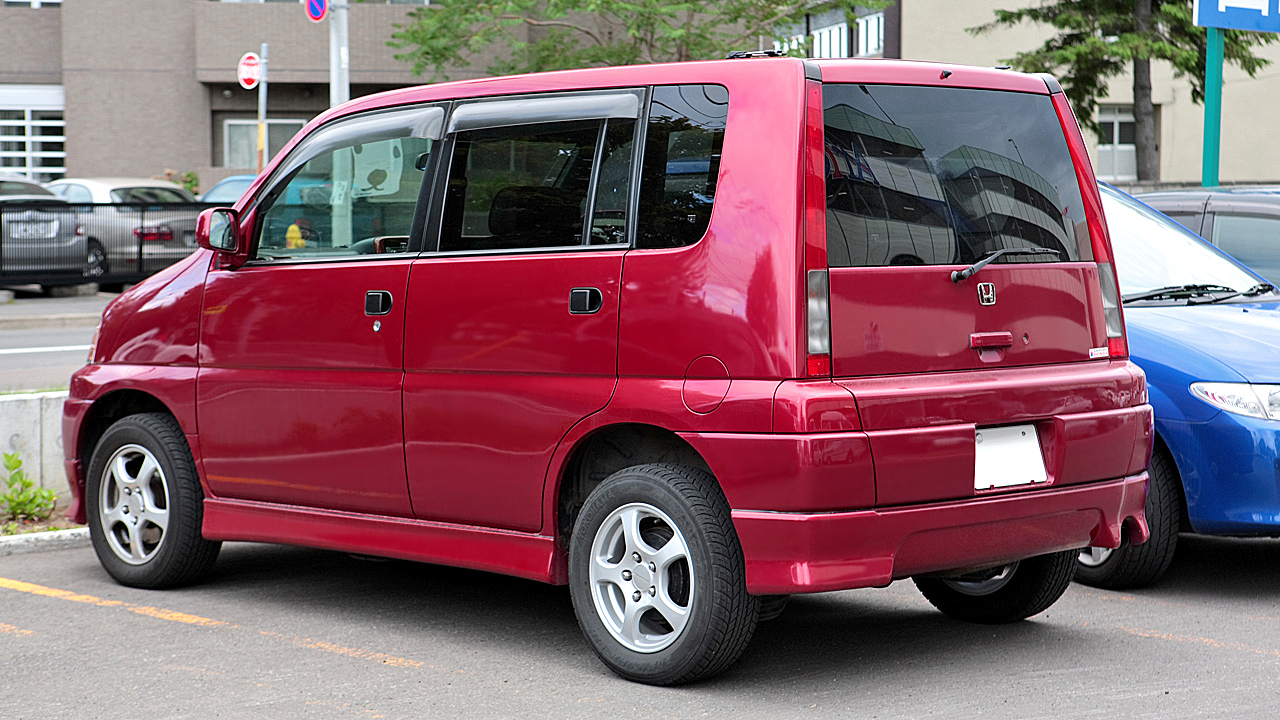
Honda S-MX - tył

Honda S-MX – kompaktowy minivan produkowany przez japoński koncern Honda w latach 1996-2001. Do napędu użyto silnika benzynowego o oznaczeniu B20B o mocy maksymalnej 130-140 KM (w zależności od wersji). Napęd przenoszony był poprzez czterobiegową automatyczną skrzynię biegów na przednie koła bądź na obie osie. W 1999 przeprowadzono facelifting modelu.